# Șarivka, Bilokurakîne
Șarivka (în ucraineană Шарівка) este localitatea de reședință a comunei Șarivka din raionul Bilokurakîne, regiunea Luhansk, Ucraina.

## Demografie
Componența lingvistică a localității Șarivka
     Ucraineană (97,03%)
     Rusă (2,97%)
Conform recensământului din 2001, majoritatea populației localității Șarivka era vorbitoare de ucraineană (97,03%), existând în minoritate și vorbitori de rusă (2,97%).